# Sägedoktorfische
Die Sägedoktorfische (Prionurus) sind eine Gattung der Doktorfische und gehören zu den Skalpelldoktorfischen (Acanthurinae). Sie haben 5–21 scharfe, nicht bewegliche „Skalpelle“ an der Schwanzwurzel, mit denen sie sich verteidigen und auch Menschen verletzen können. Sägedoktorfische werden 20 bis 70 Zentimeter lang. Die Tiere grasen als reine Pflanzenfresser Algen von Korallenriffen ab.

## Arten
Es gibt sieben Arten.
- Afrika-Doktorfisch (Prionurus biafraensis (Blache & Rossignol, 1961))
- Prionurus chrysurus Randall, 2001
- Galapagos-Doktorfisch (Prionurus laticlavius (Valenciennes, 1846))
- Gefleckter Doktorfisch (Prionurus maculatus  Ogilby, 1887)
- Prionurus microlepidotus Lacepède, 1804
- Punktierter Doktorfisch (Prionurus punctatus Gill, 1862)
- Prionurus scalprum Valenciennes, 1835